# Bzie
Bzie (tiếng Đức: Goldmannsdorf) là một làng ở phía đông nam của Jastrzębie-Zdrój, Silesian Voivodeship, miền nam Ba Lan. Đó là một ngôi làng độc lập nhưng đã trở thành một đơn vị hành chính của Jastrzębie-Zdrój vào năm 1975.
Ngôi làng này có diện tích là 1728,73 ha và vào ngày 31 tháng 12 năm 2012, nó có 3.757 cư dân.

## Lịch sử
Ngôi làng lần đầu tiên được đề cập là Byze và Goldmannsdorf  trong một tài liệu do Przemysław của Racibórz phát hành vào ngày 25 tháng 10 năm 1293. Sau đó, nó cũng được đề cập đến trong một tài liệu tiếng Latinh của Giáo phận Wrocław có tên Liber fundationis episcopatus Vratislaviensis từ khoảng năm 1305 như một mục trong cuộc tranh luận về biệt thự Goltimanni esse LXIII mansi. Ngôi làng đã trở thành một nơi lui về của tín đồ Công giáo giáo xứ, nhà thờ đầu tiên được xây dựng có lẽ khoảng năm 1310, và lần đầu tiên được đề cập đến vào năm 1335 như Ecclesia de Goltmansdorff  trong một đăng ký đầy đủ của Pence Phêrô thanh toán trong Giáo hạt Żory bởi Galhard de Carceribus. Năm 1409, nó được đề cập là Goldmirsdorf (vì vậy hieß damals Goldmannsdorf).
Trong thời kỳ giữa chiến tranh, Bzie Dolne là một trong bốn thành phố duy nhất ở vùng Thượng Silesian cũ (do đó không bao gồm Cieszyn Silesia) của Silesian Voivodeship tự trị, chiếm hơn 50% dân số Tin lành (60,6% vào năm 1933). Họ thuộc về giáo xứ ở Golasowice.
Sau đó, nó bị Đức Quốc xã thôn tính vào đầu Thế chiến II, và trở lại lãnh thổ Ba Lan sau đó.